# فشرده‌سازی برخالی
فشرده‌سازی بَرخالی یک روش برای فشرده‌سازی با اتلافِ تصاویر رقومی است. برخال‌هایی که در این شیوهٔ فشرده‌سازی به کار می‌روند نوعی دستگاه تابع مکرر هستند. سرعت فشرده‌سازی به این روش نسبتاً پایین و سرعت خارج کردن از حالت فشرده بالا است.

## واژه‌نامه
1. ↑  Iterated function system